# Staw w Radziejowicach (obraz Stanisława Masłowskiego)
Staw w Radziejowicach – akwarela polskiego malarza Stanisława Masłowskiego z 1907 roku, własność prywatna.

## Opis
Pejzaż malowany techniką akwarelową w Radziejowicach w 1907 roku, o wymiarach: 39 × 42,5 cm (w świetle ramy), sygnowany u dołu po lewej „ST. MASŁOWSKI. 1907 / W RADZIEJOWICACH.” (pod ramą). Przedstawia na pierwszym planie staw porośnięty szuwarami i oczeretami, zaś na dalszym planie - zielone połacie, zapewne łąk lub pastwisk, za którymi zaznaczono pastelowe, szaro-kremowe, odległe płaszczyzny pól i zarysy drzew. Po lewej stronie, ponad lustro wody sięgają malownicze, dekoracyjnie ujęte gałęzie sąsiedniego, nadbrzeżnego drzewa, częściowo bezlistne. Całość obrazu jest utrzymana przeważnie w zielonej tonacji.

## Dane uzupełniające
Obraz powstał na samym początku okresu 1907-1926, który stanowił – jak to określiła Halina Cękalska-Zborowska – czas ekspansji twórczej, lata najpełniejszych możliwości wypowiedzi w wielu świetnych pracach. Ten okres zaczyna Masłowski w Radziejowicach.
Były to w twórczości malarza lata rozkwitu i schyłku – zakończenie jego wieloletnich poszukiwań i krystalizacji talentu, po okresie burzy i fermentu (1890–1907). Z lat 1904–1907 pochodzą zarówno jego pejzaże z Rzymu, na przykład akwarela ze spiżowymi końmi na Kapitolu z r. 1904, jak i liczne krajobrazy o tematyce polskiej, do której należy 'Staw w Radziejowicach' z 1907 roku. Jest on przykładem szeroko reprezentowanej w twórczości tego malarza tematyki wiejskiego pejzażu mazowieckiego. Należy do serii pełnych uroku pejzaży z Radziejowic, w których uwidacznia się ich dekoracyjność dzięki skojarzeniu graficznej czytelności kreski z malarskością plamy
Okoliczności powstania obrazu w Radziejowicach opisuje skierowana do artysty korespondencja Edwarda Krasińskiego. 
Pisał on w liście, zapewne z 3 listopada 1907 roku: 
Kochany Panie
Z wielkim entuzjazmem dowiedziałem się, że Pan ma chęć odwiedzić mnie w Radziejowicach i gniewałbym się srogo, gdyby Panu coś w tym zamiarze stanęło na przeszkodzie. List Powichrowskiego się ze mną minął, dlatego nie dawałem odpowiedzi. Jadę do domu pojutrze  5 list[opada], we wtorek rano, pociągiem wychodzącym z Warszawy o godz. 9 rano; proszę razem ze mną jechać, to Panu droga krótszą będzie; oczekuję odpowiedzi, mam nadzieję pomyślnej. Wyrazy głębokiego szacunku załączam.
Po przybyciu na miejsce, artysta w liście do żony datowanym na 6 listopada pisał: 
Dojechaliśmy szczęśliwie; jest tutaj tyle obrazów dokoła, że tylko siadać i malować. Liście złote i złocistobursztynowe drżą nad drzewami niby motyle powietrzne lekko i pięknie [...]. Nie trzeba daleko chodzić, bo o 10 kroków od zamku najpiękniejsze obrazy mistrzyni jesień roztoczyła.
W innym liście z 11 listopada pisał: 
Wielkich obrazów, jakie zamierzałem malować, nie mogę robić. Zanim papier dojechał do Radziejowic, wszystkie piękne liście mróz zważył i drzewa ogołocił. Pozostało więc malowanie na polu. Marznę na kość, ale robię, co mogę, że jednak akwarela nie schnie, więc idzie to trudno. Ale idzie. Okolica miła, a teraz mgły wymarzone [...] zamek starodawny po Radziejowskim - piękny - a sień pełna 'zwierzątek' naturalnie wypchanych. Stoi więc u wejścia niedźwiadek, ryś i wilk. Dużo też ptaków, błotnych i wodnych, jest nur, rodzaj bezlotka, bardzo rzadki kulon ugorowy, pierwszy raz go tu widzę. Na stawie, przed zamkiem kaczki dzikie. W lasach i zagajach napotykamy bażanty, a ze 'zwierzątek' zajączki i stada sarenek.
Dzisiaj wieczorem niebo usiane gwiazdami, noc śliczna, a Wielka Niedźwiedzica, zaraz przed gankiem, błyszczy diamentami na omglonym horyzoncie.
Hr. Krasiński zaprasza Was do Radziejowic na lato. Podziękowałem mu, ale skorzystać z tej uprzejmości byłoby trudno. [...]
Tutaj hrabia ma jakiś zegar grający, taki jak to bywają szkatułki grające. Dobrze, że nie gramofon. Ale za to w kredensie jest zegar z kukułką, która godziny wykukuje. W tej tutaj ciszy zupełnej ma to dziwny urok. [...]
Program dzienny jest inny niż u nas, bo 'arbata' o 9, obiad o 1 i kolacja o 9. Wszystko punktualnie. Jeśli pogoda, nie urządzam drzemki, lecz idę w pole malować. W niedzielę od obiadu padał deszcz, tak że postanowiłem już wracać, ponieważ dziś jednak wieczór dobrze na jutro wróży, jeszcze zostanę dni parę.